# ریوجی ایسائوکا
ریوجی ایسائوکا (انگلیسی: Ryoji Isaoka؛ زادهٔ ۱۸ فوریهٔ ۱۹۶۲) وزنه‌بردار اهل ژاپن بود.
وی در مسابقات کشوری و بین‌المللی در مجموع برندهٔ ۲ مدال طلا، ۳ مدال برنز شده‌است.